# Dragmaxia
Dragmaxia is een geslacht binnen de familie der Axinellidae (Kelksponzen). De wetenschappelijke naam werd voor het eerst gepubliceerd door Edward Francis Hallmann in 1916 in zijn revisie van de familie Axinellidae.
Als typesoort gaf hij Spongosorites variabilis Whitelegge op.

## Soorten[2]
- Dragmaxia anomala Carvalho & Hajdu, 2004
- Dragmaxia undata Alvarez, van Soest & Rützler, 1998
- Dragmaxia variabilis (Whitelegge, 1907)